# Raión de Temriuk
El raión de Temriuk (del ruso: Темрю́кский район) es uno de los treinta y siete raiones en los que se divide el krai de Krasnodar, en Rusia. Está situado en el extremo central occidental del krai. Limita al sureste con el raión de Krymsk, al sur con el ókrug urbano de la ciudad-balneario de Anapa, al suroeste con el mar Negro, al noroeste con el mar de Azov y al este con el raión de Slaviansk. Su centro administrativo es Temriuk.
Está situado sobre la península de Tamán y el delta del Kubán. En su extremo oeste se halla la bahía de Tamán y el estrecho de Kerch, que separa Rusia de Crimea en Ucrania, y la terminal portuaria Port Kavkaz, en la punta Chushka y junto a ella las islas Dzendzik y Krupínina, entre otras más pequeñas. En el extremo occidental de la península de Tamán se halla la punta, el cabo y la isla Tuzla. La mayor parte de la costa, tanto en el mar Negro como en el de Azov está compuesto por marismas y limanes. 

## Historia

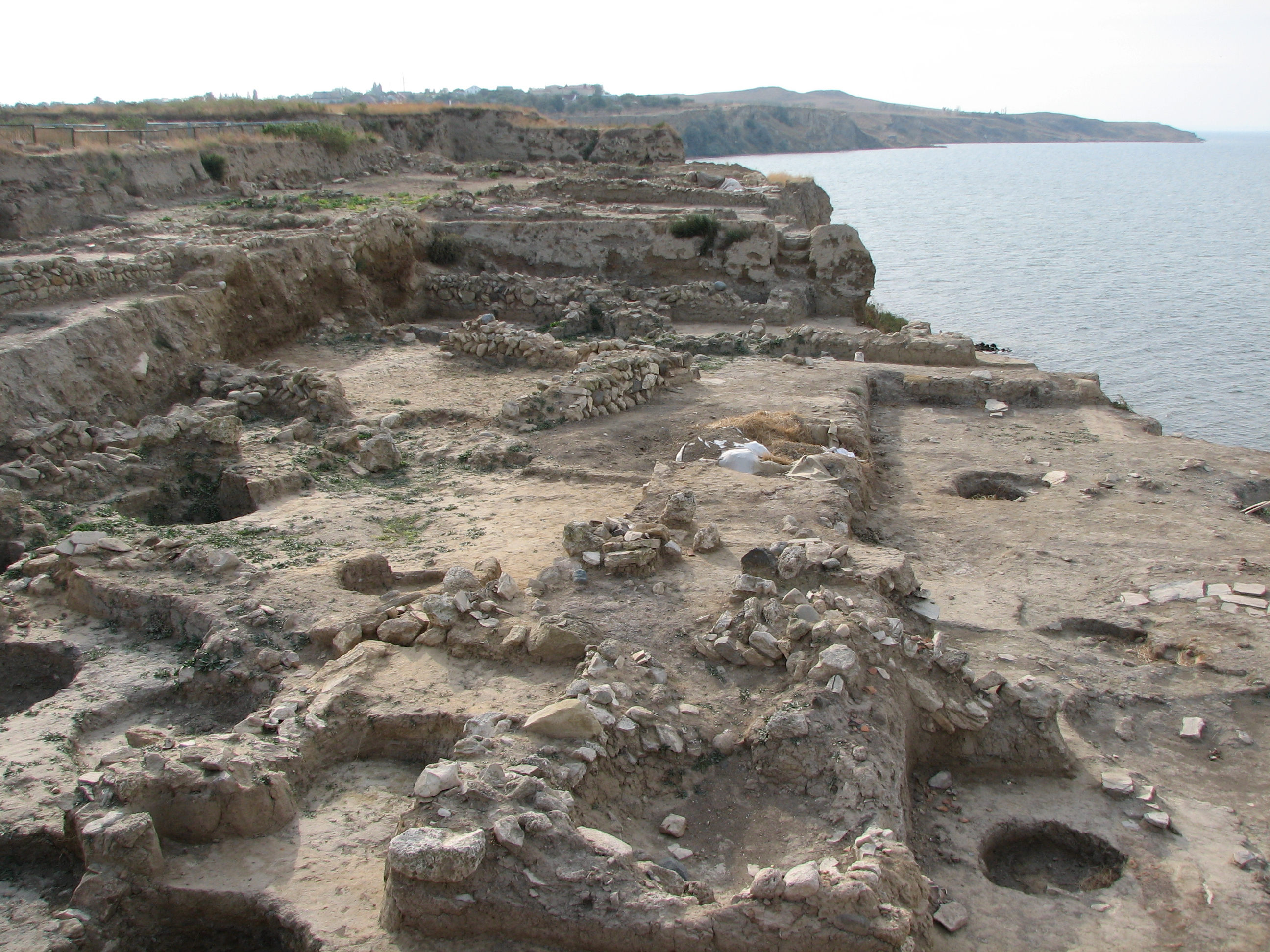
Excavaciones en Germonasa.

En la región se establecieron varias colonias griegas como, Germonasa-Tmutarakáñ, que crearían el reino del Bósforo. Más tarde, este territorio sería controlado por el Imperio bizantino, los jázaros, el principado de Tmutarakañ, la República de Génova, el Janato de Crimea y el Imperio otomano antes de pasar al Imperio ruso.
El raión fue establecido el 2 de junio de 1924 como parte del ókrug del Kubán del óblast del Sudeste sobre parte del anterior otdel de Slaviansk del óblast de Kubán-Mar Negro. Inicialmente estuvo formado por 9 selsoviets: Ajtanízovski, Varenikovski, Vyshestebliyevski, Golubitski, Zaporózhski, Kurchanski, Starotitarovski, Tamanski y Fontalovski. El 16 de noviembre de ese año entró al krai del Cáucaso Norte y el 10 de enero de 1934 pasó a formar parte de krai de Azov-Mar Negro. 
El 13 de septiembre de 1937 pasó al krai de Krasnodar. El 16 de abril de 1940 se disolvió el raión de Varennikovskoye y al raión de Temriuk se le agregó el selsoviet Varenikovski. Entre el 11 de febrero de 1963 y el 30 de diciembre de 1966 el raión fue anulado e integrado en el raión de Anapa.
En 1993 se anularon los selsoviets y en 2005 se decidió la división en 12 municipios.

## Demografía
| Gráfica de evolución de Raión de Temriuk entre 1939 y 2020 |
|                                                            |
| Fuente:Webgeo.                                             |

En 2006 el 31.2% de la población era urbana y el 68.8% rural.

## División administrativa

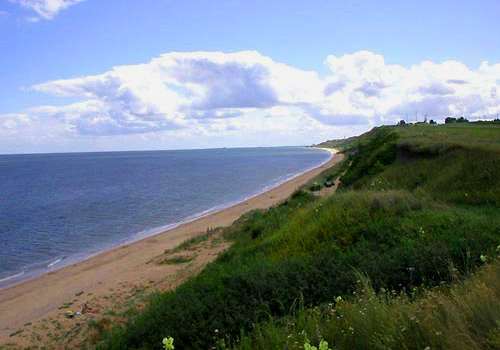
Costa del raión de Temriuk.

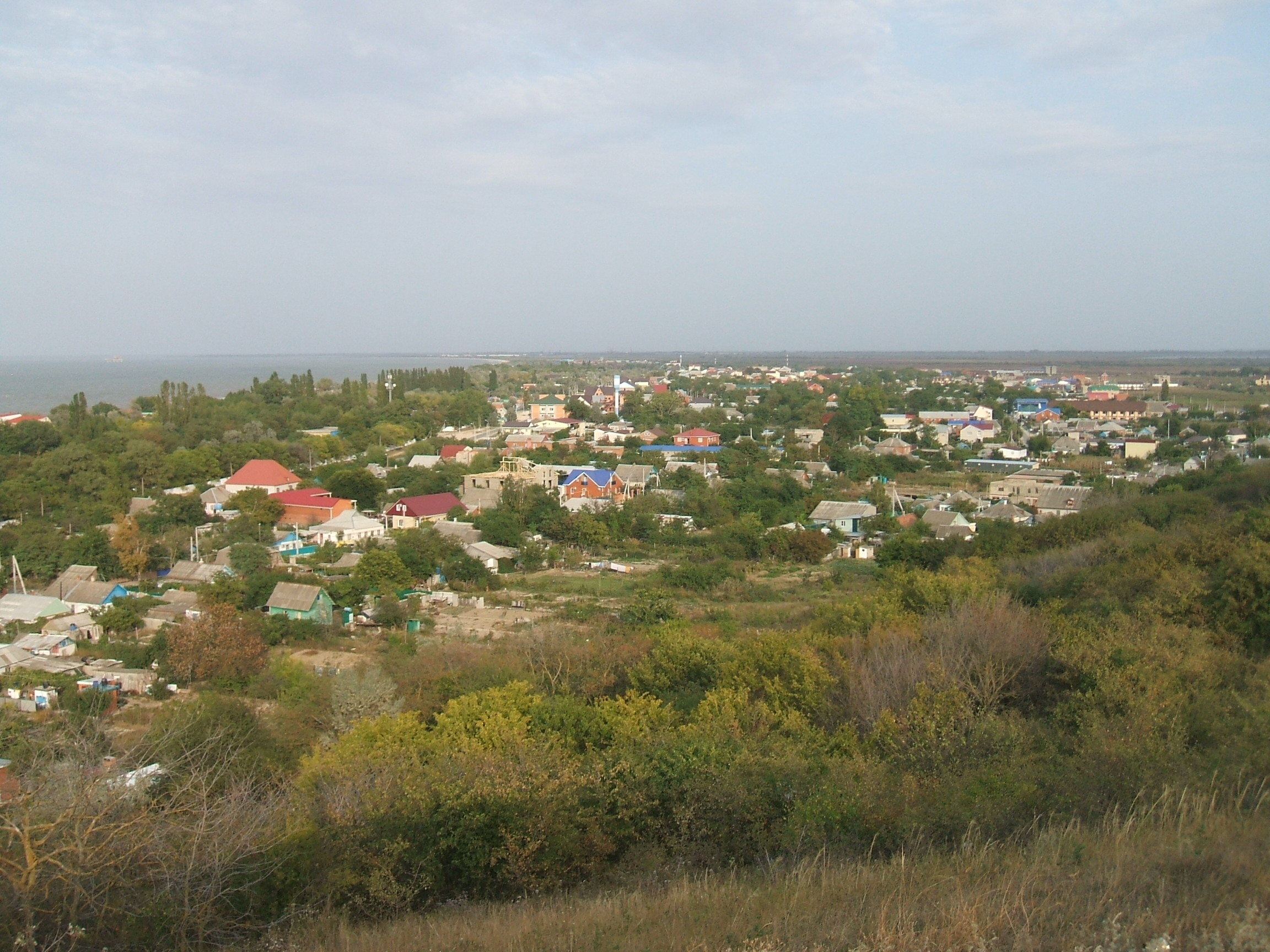
Vista de Golubitskaya.

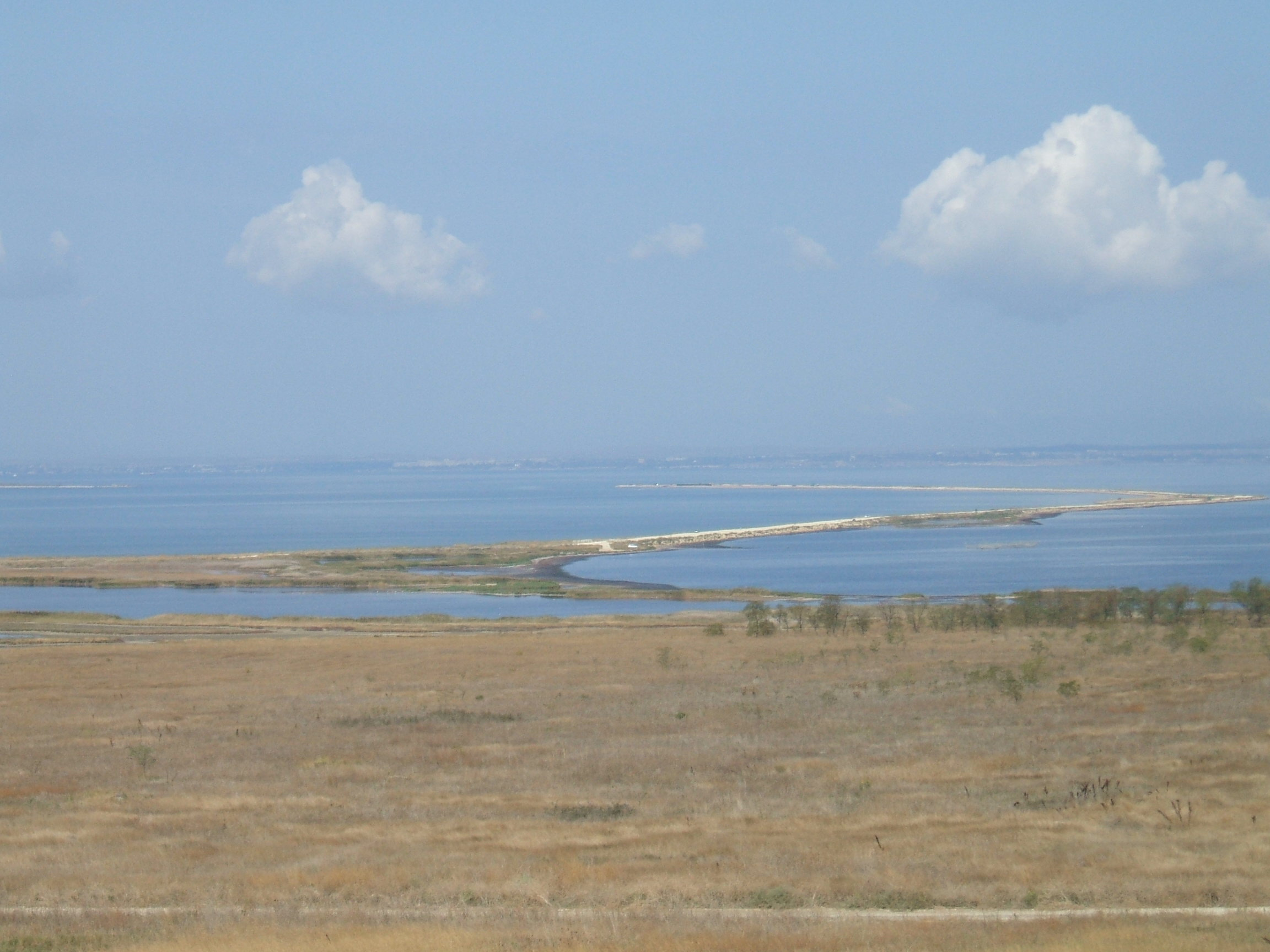
Vista de la punta Tuzla y del lago salado del mismo nombre.

El raión se divide en 1 municipio urbano y 11 rurales, que engloban 39 localidades:
| Municipios de tipo urbano                                    | Poblaciones* |
| ------------------------------------------------------------ | --- |
| Municipio urbano Temriukskoye                                | - ciudad Temriuk - posiólok Oktiabrski - jútor Oréjov Kut - posiólok Yuzhni Sklon                                                                                          |
| Municipios de tipo rural                                     | |
| Municipio rural Ajtanizovskoye                               | - stanitsa Ajtanizovskaya - posiólok Peresyp - posiólok Za Ródinu (Krasnodar)                                                                                              |
| Municipio rural Vyshestebliyevskoye                          | - stanitsa Vyshestebliyevskaya - posiólok Vinogradni |
| Municipio rural Golubitskoye                                 | - stanitsa Golubitskaya |
| Municipio rural Zaporózhskoye                                | - stanitsa Zaporózhskaya - posiólok Batareika - posiólok Beregovói - posiólok Garkusha - posiolok Ilich - posiólok Krasnoarmeiski - posiólok Priazovski - posiólok Chushka |
| Municipio rural Krasnostrelskoye                             | - posiólok Strelka - jútor Beli - posiólok Zakubanski |
| Municipio rural Kurchanskoye                                 | - stanitsa Kurchánskaya - posiólok Krasni Oktiabr - posiólok Ordynski - posiólok Svetli Put Lénina                                                                         |
| Municipio rural Novotamanski                                 | - posiólok Tamanski - posiólok Artiushchenko - posiólok Veselovka - posiólok Progres                                                                                       |
| Municipio rural Sennoye                                      | - posiólok Sennói - posiólok Primorski - posiólok Solioni |
| Municipio rural Starotitarovskoye                            | - stanitsa Starotítarovskaya |
| Municipio rural Tamanskoye                                   | - stanitsa Tamán - posiólok Volná |
| Municipio rural Fontalovskoye                                | - stanitsa Fontalovskaya - posiólok Kuchugury - posiólok Yubileini - posiólok Volná Revoliutsi                                                                             |
| (*) Los centros administrativos están resaltados en negrita. | |

## Lugares de interés

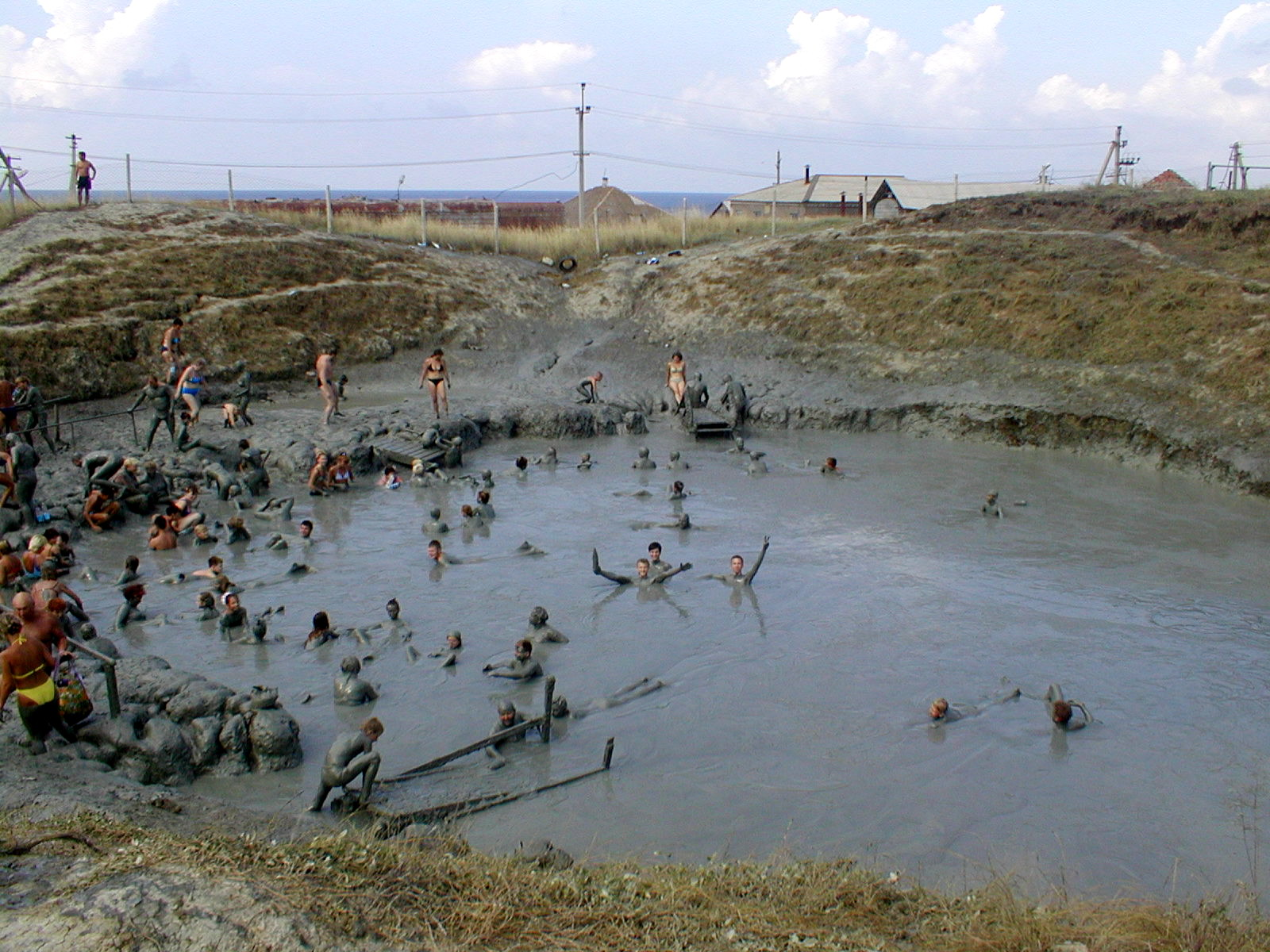
Volcán de lodo cercano a Golubitskaya.

En el territorio del raión se hallan más de 700 monumentos arqueológicos, entre ellos 10 de significado federal. Destaca el museo arqueológico de Tamán con el zapovédnik Germonasa-Tmutarakáñ. En la misma localidad se halla la casa-museo Lérmontov. En Temriuk hay un museo histórico-arqueológico. Asimismo, en Starotitarovskaya hay un museo de historia local.
El raión tiene interés turístico por sus playas (220 km de playas arenosas), así como por los volcanes de lodo, manantiales y lodos curativos.

## Economía y transporte
En el raión se halla el 60% de los viñedos del krai de Krasnodar, explotados por 14 bodegas que producen unas 80 marcas de vino. En la parte oriental del distrito el arroz es el cultivo más importante. La pesca y la piscicultura tienen un papel relevante en la economía del raión. Otro sector importante es el turismo veraniego y de balneario.
El ferrocarril discurre hasta Port Kavkaz desde Krymsk (desde donde se puede enlazar en dirección a Novorosíisk, Slaviansk-na-Kubani y Timashovsk, y Krasnodar). Otro ferrocarril une la región a Anapa. Por el área pasan la carretera M25 Novorosíisk-Anapa-Port Kavkaz y la R251 Kropotkin-Krasnodar-Temriuk. En el raión hay tres puertos internacionales, Temriuk, en el mar de Azov, Tamán y Port Kavkaz, que sirve como enlace ferroviario con Crimea en Ucrania.